# Новая Жизнь (Симонтовское сельское поселение)
Новая Жизнь — поселок в Мглинском районе Брянской области в составе Симонтовского сельского поселения.

## География
Находится в северо-западной части Брянской области на расстоянии приблизительно 5 км на запад-юго-запад по прямой от районного центра города Мглин.

## История
Упоминается с 1930-х годов. На карте 1941 года отмечен как поселение с 22 дворами.

## Население
Численность населения: 44 человека (русские 100 %) в 2002 году, 28 в 2010.